# Regionsrådsmedlemmer 2018-2021
Regionsrådsmedlemmer 2018-2021. Ved regionsrådsvalget i 2017 blev der valgt 41 medlemmer til hver af de fem regionsråd.
De fem regionsråd har følgende medlemmer:

## Region Hovedstaden
Mandatfordelingen i Region Hovedstaden var som følger:
- Socialdemokratiet: 13
- Venstre: 6
- Det Konservative Folkeparti: 5
- Enhedslisten: 4
- Dansk Folkeparti: 3
- Radikale Venstre: 3
- Socialistisk Folkeparti: 3
- Alternativet: 2

| Navn                         | Parti                       | Bemærkninger       |
| ---------------------------- | --------------------------- | ------------------ |
| Qasam Nazir Ahmad            | Alternativet                |                    |
| Hanne Andersen               | Socialdemokratiet           |                    |
| Sophie Hæstorp Andersen      | Socialdemokratiet           | Regionsrådsformand |
| Karin Friis Bach             | Radikale Venstre            | 1. næstformand     |
| Martin Baden                 | Socialdemokratiet           |                    |
| Jesper Clausson              | Socialdemokratiet           |                    |
| Christine Dal                | Venstre                     |                    |
| Anne Ehrenreich              | Venstre                     |                    |
| Line Ervolder                | Det Konservative Folkeparti |                    |
| Marianne Frederik            | Enhedslisten                |                    |
| Peter Frederiksen            | Venstre                     |                    |
| Martin Geertsen              | Venstre                     |                    |
| Erik Rostell Gregersen       | Socialdemokratiet           |                    |
| Maria Gudme                  | Socialdemokratiet           |                    |
| Lars Gaardhøj                | Socialdemokratiet           |                    |
| Annie Hagel                  | Enhedslisten                |                    |
| Charlotte Holtermann         | Socialdemokratiet           |                    |
| Niels Høiby                  | Liberal Alliance            |                    |
| Torben Kjær                  | Enhedslisten                |                    |
| Özkan Kocak                  | Socialdemokratiet           |                    |
| Susanne Due Kristensen       | Socialdemokratiet           |                    |
| Leila Lindén                 | Socialdemokratiet           |                    |
| Stinus Lindgreen             | Radikale Venstre            |                    |
| Jens Mandrup                 | Socialistisk Folkeparti     |                    |
| Randi Mondorf                | Venstre                     |                    |
| Tormod Olsen                 | Enhedslisten                |                    |
| Flemming Pless               | Socialdemokratiet           |                    |
| Annette Randløv              | Radikale Venstre            |                    |
| Christoffer Buster Reinhardt | Det Konservative Folkeparti |                    |
| Kim Rockhill                 | Socialdemokratiet           |                    |
| Jacob Rosenberg              | Liberal Alliance            |                    |
| Finn Rudaizky                | Dansk Folkeparti            |                    |
| Carsten Scheibye             | Venstre                     |                    |
| Martin Schepelern            | Alternativet                |                    |
| Karsten Skawbo-Jensen        | Det Konservative Folkeparti |                    |
| Freja Södergran              | Dansk Folkeparti            |                    |
| Henrik Thorup                | Dansk Folkeparti            | 2. næstformand     |
| Hans Toft                    | Det Konservative Folkeparti |                    |
| Per Tærsbøl                  | Det Konservative Folkeparti |                    |
| Karoline Vind                | Socialistisk Folkeparti     |                    |
| Peter Westermann             | Socialistisk Folkeparti     |                    |

| Navn              | Skiftet fra      | Skiftet til      | Dato             |
| ----------------- | ---------------- | ---------------- | ---------------- |
| Jacob Rosenberg   | Liberal Alliance | Konservative     | 2. december 2019 |
| Martin Schepelern | Alternativet     | Radikale Venstre | 6. oktober 2020  |

| Dato              | Udtrådt           | Indtrådt    | Parti   |
| ----------------- | ----------------- | ----------- | ------- |
| 17. december 2019 | Peter Frederiksen | Per Roswall | Venstre |

## Region Midtjylland
Mandatfordelingen i Region Midtjylland var som følger:
- Socialdemokratiet: 15
- Venstre: 13
- Dansk Folkeparti: 3
- Enhedslisten: 2
- Socialistisk Folkeparti: 2
- Alternativet: 1
- Det Konservative Folkeparti: 1
- Kristendemokraterne: 1
- Liberal Alliance: 1
- Radikale Venstre: 1
- Psykiatri-Listen: 1

| Navn                     | Parti                       | Bemærkninger       |
| ------------------------ | --------------------------- | ------------------ |
| Ole Revsgaard Andersen   | Dansk Folkeparti            |                    |
| Nicolaj Bang             | Det Konservative Folkeparti |                    |
| Ib Bjerregaard           | Venstre                     |                    |
| Susanne Buch             | Socialistisk Folkeparti     |                    |
| Marianne Carøe           | Socialdemokratiet           |                    |
| Birgit Marie Christensen | Socialdemokratiet           |                    |
| John G. Christensen      | Socialdemokratiet           |                    |
| Henrik Fjeldgaard        | Socialdemokratiet           |                    |
| Morten Flæng             | Socialdemokratiet           |                    |
| Rasmus Foged             | Alternativet                |                    |
| Ulrich Fredberg          | Venstre                     |                    |
| Henrik Gottlieb Hansen   | Venstre                     |                    |
| Niels Erik Iversen       | Socialdemokratiet           |                    |
| Steen Jakobsen           | Venstre                     |                    |
| Conny Jensen             | Socialdemokratiet           |                    |
| Signe Lund Jensen        | Enhedslisten                |                    |
| Ole Jepsen               | Socialdemokratiet           |                    |
| Marianne Karlsmose       | Kristendemokraterne         |                    |
| Else Kayser              | Enhedslisten                |                    |
| Carsten Kissmeyer        | Venstre                     | 2. næstformand     |
| Claus Kjeldsen           | Socialdemokratiet           |                    |
| Jacob Isøe Klærke        | Socialistisk Folkeparti     |                    |
| Flemming Knudsen         | Socialdemokratiet           |                    |
| Anders Kühnau            | Socialdemokratiet           | Regionsrådsformand |
| Lone Langballe           | Dansk Folkeparti            |                    |
| Arne Lægaard             | Venstre                     |                    |
| Christian Møller-Nielsen | Venstre                     |                    |
| Jørgen Nørby             | Venstre                     |                    |
| Olav Nørgaard            | Venstre                     |                    |
| Torben Nørregaard        | Venstre                     |                    |
| Lars Møller Pedersen     | Socialdemokratiet           |                    |
| Mikkel Rasmussen         | Psykiatri-Listen            |                    |
| Jakob Rixen              | Liberal Alliance            |                    |
| Annette Roed             | Socialdemokratiet           |                    |
| Hanne Roed               | Radikale Venstre            | 1. næstformand     |
| Steen Thomsen            | Dansk Folkeparti            |                    |
| Finn Thranum             | Venstre                     |                    |
| Mette Valbjørn           | Socialdemokratiet           |                    |
| Erik Vinther             | Venstre                     |                    |
| Dorte West               | Venstre                     |                    |
| Jørgen Winther           | Venstre                     |                    |

| Udtrådt          | Indtrådt              | Parti            | Dato         |
| ---------------- | --------------------- | ---------------- | ------------ |
| Mikkel Rasmussen | Peter Møller Andersen | Psykiatri-Listen | foråret 2020 |

| Navn                  | Skiftet fra      | Skiftet til       | Dato            |
| --------------------- | ---------------- | ----------------- | --------------- |
| Peter Møller Andersen | Psykiatri-Listen | Socialdemokratiet | 16. januar 2021 |

## Region Nordjylland
Mandatfordelingen i Region Nordjylland var som følger:
- Socialdemokratiet: 18
- Venstre: 11
- Dansk Folkeparti: 4
- Det Konservative Folkeparti: 4
- Enhedslisten: 2
- Radikale Venstre: 1
- Socialistisk Folkeparti: 1

| Navn                     | Parti                       | Bemærkninger                  |
| ------------------------ | --------------------------- | ----------------------------- |
| Ulla Astman              | Socialdemokratiet           | Regionsrådsformand            |
| Bente Bang               | Socialdemokratiet           |                               |
| Martin Bech              | Venstre                     |                               |
| Per Bisgaard             | Venstre                     |                               |
| Pia Ravnsbæk Bjærge      | Socialdemokratiet           |                               |
| Henrik Buchhave          | Venstre                     |                               |
| Pernille Buhelt          | Socialdemokratiet           |                               |
| Malene Busk              | Socialdemokratiet           |                               |
| Susanne Flydtkjær        | Enhedslisten                |                               |
| Vibeke Gamst             | Det Konservative Folkeparti |                               |
| Jørgen Hansen            | Socialdemokratiet           |                               |
| Thomas Hav               | Socialdemokratiet           | Løsgænger pr. 11. januar 2018 |
| Jørgen Hein              | Radikale Venstre            |                               |
| Jørgen Rørbæk Henriksen  | Socialdemokratiet           |                               |
| Erik Høgh-Sørensen       | Dansk Folkeparti            |                               |
| Lis Jensen               | Enhedslisten                |                               |
| Lina Hundebøll Jespersen | Venstre                     |                               |
| Tina Juul Kjellberg      | Socialdemokratiet           |                               |
| Hanne Korsgaard          | Socialdemokratiet           |                               |
| Erik Harbo Larsen        | Venstre                     |                               |
| Lauge Larsen             | Socialdemokratiet           |                               |
| Otto Kjær Larsen         | Venstre                     |                               |
| Per Larsen               | Det Konservative Folkeparti |                               |
| Jess V. Laursen          | Venstre                     |                               |
| Tage Leegaard            | Det Konservative Folkeparti |                               |
| Lene Linnemann           | Socialistisk Folkeparti     | 2. næstformand                |
| Medzait Ljatifi          | Socialdemokratiet           |                               |
| Ib Madsen                | Dansk Folkeparti            |                               |
| Mogens Ove Madsen        | Socialdemokratiet           |                               |
| Lis Mancini              | Socialdemokratiet           |                               |
| Anne Mette Mortensen     | Dansk Folkeparti            |                               |
| Ejner Guldager Nielsen   | Socialdemokratiet           |                               |
| Mogens Nørgård           | Socialdemokratiet           |                               |
| Pia Buus Pinstrup        | Det Konservative Folkeparti |                               |
| Jette Ramskov            | Socialdemokratiet           |                               |
| Lone Sondrup             | Venstre                     | 1. næstformand                |
| Ole Stavad               | Socialdemokratiet           |                               |
| Jørgen Hammer Sørensen   | Dansk Folkeparti            |                               |
| Peter Therkildsen        | Venstre                     |                               |
| Mads Thomsen             | Venstre                     |                               |
| Anny Winther             | Venstre                     |                               |

## Region Sjælland
Mandatfordelingen i Region Sjælland var som følger:
- Socialdemokratiet: 14
- Venstre: 10
- Dansk Folkeparti: 6
- Det Konservative Folkeparti: 3
- Enhedslisten: 3
- Radikale Venstre: 2
- Socialistisk Folkeparti: 2
- Liberal Alliance: 1

| Navn                       | Parti                       | Bemærkninger       |
| -------------------------- | --------------------------- | ------------------ |
| Trine Birk Andersen        | Socialdemokratiet           |                    |
| Claus Bakke                | Venstre                     |                    |
| Jorun Bech                 | Socialdemokratiet           |                    |
| Freddy Blak                | Socialdemokratiet           |                    |
| Egon Bo                    | Liberal Alliance            |                    |
| Tina Boel                  | Socialistisk Folkeparti     |                    |
| Camilla Aff Bredegaard     | Socialdemokratiet           |                    |
| Kirsten Devantier          | Venstre                     |                    |
| Ursula Dieterich-Petersen  | Enhedslisten                |                    |
| Lars Folmann               | Dansk Folkeparti            |                    |
| Jens Gredal                | Socialdemokratiet           |                    |
| Jan Hendeliowitz           | Socialdemokratiet           |                    |
| Jan Herskov                | Dansk Folkeparti            |                    |
| Jørgen Holst               | Enhedslisten                |                    |
| Per Hovmand                | Det Konservative Folkeparti |                    |
| Torben Haack               | Socialistisk Folkeparti     |                    |
| Julie Jacobsen             | Dansk Folkeparti            |                    |
| Peter Jacobsen             | Dansk Folkeparti            | 1. næstformand     |
| Jacob Jensen               | Venstre                     | 2. næstformand     |
| Brigitte Klintskov Jerkel  | Det Konservative Folkeparti |                    |
| Bruno Jerup                | Enhedslisten                |                    |
| Annemarie Knigge           | Socialdemokratiet           |                    |
| Heino Knudsen              | Socialdemokratiet           | Regionsrådsformand |
| Anders Koefoed             | Venstre                     |                    |
| Flemming Damgaard Larsen   | Venstre                     |                    |
| Camilla Hove Lund          | Venstre                     |                    |
| Susanne Lundvald           | Socialdemokratiet           |                    |
| Evan Lynnerup              | Venstre                     |                    |
| Lene Madsen Milner         | Venstre                     |                    |
| Nicolai Nicolaisen         | Socialdemokratiet           |                    |
| Per Nørhave                | Dansk Folkeparti            |                    |
| Felex Pedersen             | Socialdemokratiet           |                    |
| Charlotte Petersson        | Socialdemokratiet           |                    |
| Kirsten Rask               | Socialdemokratiet           |                    |
| Jens Ravn                  | Venstre                     |                    |
| Anne Møller Ronex          | Radikale Venstre            |                    |
| Gitte Simoni               | Dansk Folkeparti            |                    |
| Bodil Sø                   | Venstre                     |                    |
| Lars Hoppe Søe             | Radikale Venstre            |                    |
| Christian Wedell-Neergaard | Det Konservative Folkeparti |                    |
| John Wennerwald            | Socialdemokratiet           |                    |

| Dato              | Udtrådt                   | Indtrådt           | Parti        |
| ----------------- | ------------------------- | ------------------ | ------------ |
| 16. december 2019 | Ursula Dieterich-Pedersen | Anna Bondo Nielsen | Enhedslisten |
| 13. januar 2020   | Brigitte Klintskov Jerkel | Ellen Knudsen      | Konservative |

## Region Syddanmark
Mandatfordelingen i Region Syddanmark var som følger:
- Venstre: 14
- Socialdemokratiet: 10
- Socialistisk Folkeparti: 6
- Dansk Folkeparti: 5
- Det Konservative Folkeparti: 2
- Enhedslisten: 2
- Liberal Alliance: 1
- Radikale Venstre: 1

| Navn                      | Parti                       | Bemærkninger                                |
| ------------------------- | --------------------------- | ------------------------------------------- |
| Poul Andersen             | Socialdemokratiet           |                                             |
| Annette Blynel            | Socialistisk Folkeparti     |                                             |
| Ida Damborg               | Socialistisk Folkeparti     |                                             |
| Vibeke Syppli Enrum       | Enhedslisten                |                                             |
| Karsten Fogde             | Socialistisk Folkeparti     |                                             |
| Gitte Frederiksen         | Venstre                     |                                             |
| Poul Fremmelev            | Socialdemokratiet           |                                             |
| Preben Friis-Hauge        | Venstre                     |                                             |
| Bente Gertz               | Socialdemokratiet           |                                             |
| Lene Thiemer Hedegaard    | Socialdemorkatiet           |                                             |
| Mustapha Itani            | Venstre                     |                                             |
| Kurt Jensen               | Venstre                     |                                             |
| Preben Jensen             | Venstre                     |                                             |
| Olfert Krog               | Dansk Folkeparti            |                                             |
| Ulrik Sand Larsen         | Venstre                     |                                             |
| Bo Libergren              | Venstre                     |                                             |
| Mette Bossen Linnet       | Venstre                     |                                             |
| Vicky Lorenzen            | Socialistisk Folkeparti     |                                             |
| Stephanie Lose            | Venstre                     | Regionsrådsformand                          |
| Anja Lund                 | Venstre                     |                                             |
| Marianne Mørk Mathiesen   | Liberal Alliance            | Løsgænger fra 15. januar 2018-november 2019 |
| Thies Mathiesen           | Dansk Folkeparti            | 2. næstformand                              |
| Lars Mogensen             | Enhedslisten                |                                             |
| Michael Nielsen           | Det Konservative Folkeparti |                                             |
| Kristian Nørgaard         | Venstre                     |                                             |
| Bent Olsen                | Socialistisk Folkeparti     |                                             |
| Anne-Marie Palm-Johansen  | Dansk Folkeparti            |                                             |
| Jørn Lehmann Petersen     | Socialdemokratiet           |                                             |
| Karsten Uno Petersen      | Socialdemokratiet           |                                             |
| Morten Brixtofte Petersen | Radikale Venstre            |                                             |
| Tage Petersen             | Venstre                     |                                             |
| Søren Rasmussen           | Dansk Folkeparti            |                                             |
| Henriette Schlesinger     | Venstre                     |                                             |
| Meto Selman               | Socialdemokratiet           |                                             |
| Mads Skau                 | Venstre                     |                                             |
| Poul-Erik Sørensen        | Socialdemokratiet           | 1. næstformand                              |
| Carsten Sørensen          | Dansk Folkeparti            |                                             |
| Villy Søvndal             | Socialistisk Folkeparti     |                                             |
| Andrea Terp               | Socialdemokratiet           |                                             |
| Pia Tørving               | Socialdemokratiet           |                                             |
| Morten Weiss-Pedersen     | Det Konservative Folkeparti |                                             |

| Dato            | Udtrådt        | Indtrådt         | Parti             |
| --------------- | -------------- | ---------------- | ----------------- |
| 3. april 2020   | Pia Tørving †  | Jette Jensen     | Socialdemokratiet |
| 25. august 2020 | Vicky Lorenzen | Marianne Thomsen | SF                |